# Zagłębie Lubin
Lo Zagłębie Lubin è una società calcistica polacca con sede nella città di Lubin. Milita in Ekstraklasa, la massima serie del campionato polacco di calcio. Ha vinto per due volte il campionato polacco e per una volta la Supercoppa di Polonia.

## Storia
Fondata nel 10 settembre 1945, si laureò per la prima volta campione di Polonia nel 1991. Nella stagione 2006-2007 ha vinto nuovamente il campionato nazionale. Nel gennaio 2008 è stato retrocesso, come altri club, in seconda divisione dalla commissione disciplinare della federazione polacca nell'ambito di uno scandalo che riguarda alcuni episodi di corruzione.

## Stadio

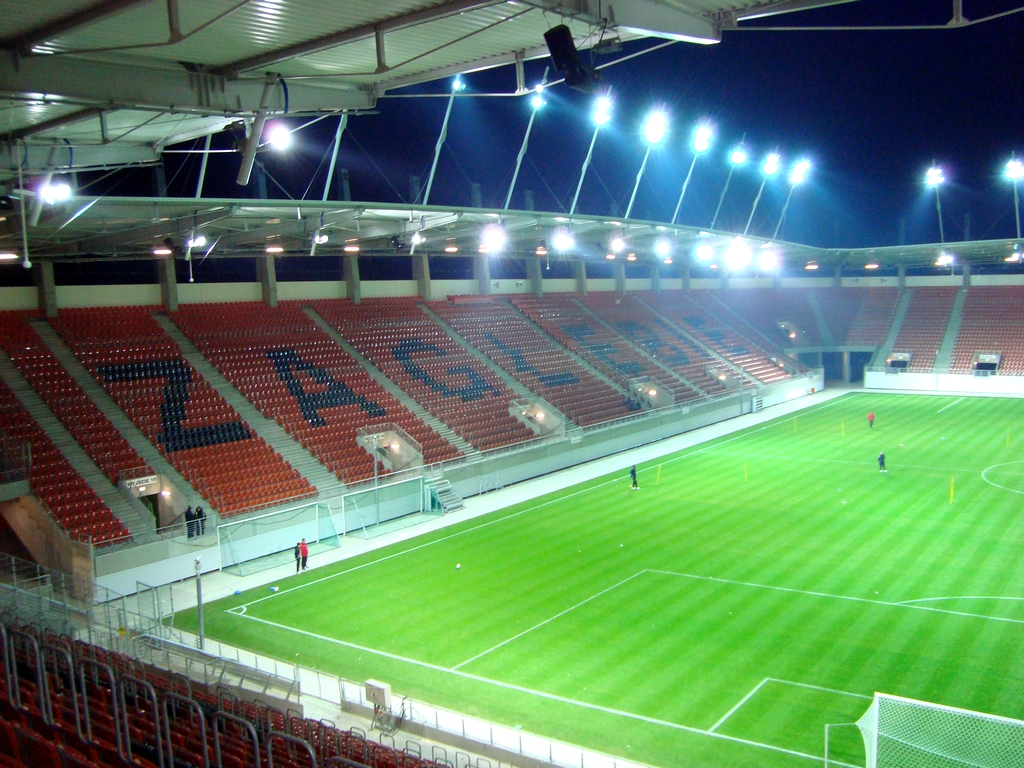
Dialog Arena

La squadra gioca allo Dialog Arena, ed ha una capienza di 16 068 posti. Lo stadio è stato in fase di totale ristrutturazione.

## Palmarès

### Competizioni nazionali
- Campionato polacco: 2

1990-1991, 2006-2007
- Supercoppa di Polonia: 1

2007
- Campionato polacco di seconda divisione: 3

1984-1985, 1988-1989, 2014-2015

### Altri piazzamenti
- Campionato polacco:

Secondo posto: 1989-1990
Terzo posto: 2005-2006, 2015-2016
- Coppa di Polonia:

Finalista: 2004-2005, 2005-2006, 2013-2014
Semifinalista: 1978-1979, 2000-2001, 2007-2008
- Supercoppa di Polonia:

Finalista: 1991
- Coppa di Lega polacca:

Finalista: 2001

## Organico

### Rosa 2025-2026
| N. |                                 | Ruolo | Calciatore        |
| -- | ------------------------------- | ----- | ----------------- |
| 1  | Bosnia ed Erzegovina (bandiera) | P     | Jasmin Burić      |
| 2  | Polonia (bandiera)              | D     | Kamil Sochań      |
| 3  | Ucraina (bandiera)              | D     | Roman Jakuba      |
| 4  | Polonia (bandiera)              | C     | Damian Michalski  |
| 5  | Polonia (bandiera)              | D     | Aleks Ławniczak   |
| 6  | Polonia (bandiera)              | C     | Tomasz Makowski   |
| 7  | Polonia (bandiera)              | C     | Marek Mróz        |
| 8  | Polonia (bandiera)              | C     | Damian Dąbrowski  |
| 9  | Grecia (bandiera)               | A     | Michalīs Kosidīs  |
| 11 | Polonia (bandiera)              | A     | Arkadiusz Woźniak |
| 13 | Polonia (bandiera)              | D     | Mateusz Grzybek   |
| 14 | Svezia (bandiera)               | C     | Ludvig Fritzson   |
| 15 | Polonia (bandiera)              | C     | Hubert Adamczyk   |
| 16 | Bosnia ed Erzegovina (bandiera) | D     | Josip Ćorluka     |
| 17 | Polonia (bandiera)              | A     | Mateusz Wdowiak   |
| 18 | Polonia (bandiera)              | C     | Adam Radwański    |

| N. |                    | Ruolo | Calciatore            |
| -- | ------------------ | ----- | --------------------- |
| 19 | Polonia (bandiera) | A     | Jakub Sypek           |
| 20 | Polonia (bandiera) | C     | Mateusz Dziewiatowski |
| 22 | Polonia (bandiera) | P     | Adam Matysek          |
| 23 | Polonia (bandiera) | C     | Patryk Kusztal        |
| 25 | Polonia (bandiera) | D     | Michał Nalepa         |
| 26 | Polonia (bandiera) | C     | Jakub Kolan           |
| 27 | Polonia (bandiera) | D     | Bartłomiej Kłudka     |
| 29 | Polonia (bandiera) | A     | Wojciech Szafranek    |
| 30 | Polonia (bandiera) | P     | Dominik Hładun        |
| 31 | Polonia (bandiera) | D     | Igor Orlikowski       |
| 35 | Croazia (bandiera) | D     | Luka Lučić            |
| 39 | Polonia (bandiera) | C     | Filip Kocaba          |
| 44 | Polonia (bandiera) | C     | Marcel Reguła         |
| 71 | Polonia (bandiera) | C     | Kamil Nowogoński      |
| 77 | Polonia (bandiera) | A     | Kajetan Szmyt         |
| 99 | Polonia (bandiera) | C     | Cyprian Popielec      |

### Rosa delle stagioni precedenti
- 2010-2011
- 2013-2014
- 2015-2016
- 2017-2018